# Colkirk
Colkirk is een civil parish in het bestuurlijke gebied Breckland, in het Engelse graafschap Norfolk met 588 inwoners.